# Centaurium chloodes
Centaurium chloodes är en gentianaväxtart. Centaurium chloodes ingår i släktet aruner, och familjen gentianaväxter.

## Underarter
Arten delas in i följande underarter:
- C. c. chloodes
- C. c. somedanum